# 海德维格·埃莱奥诺拉教堂

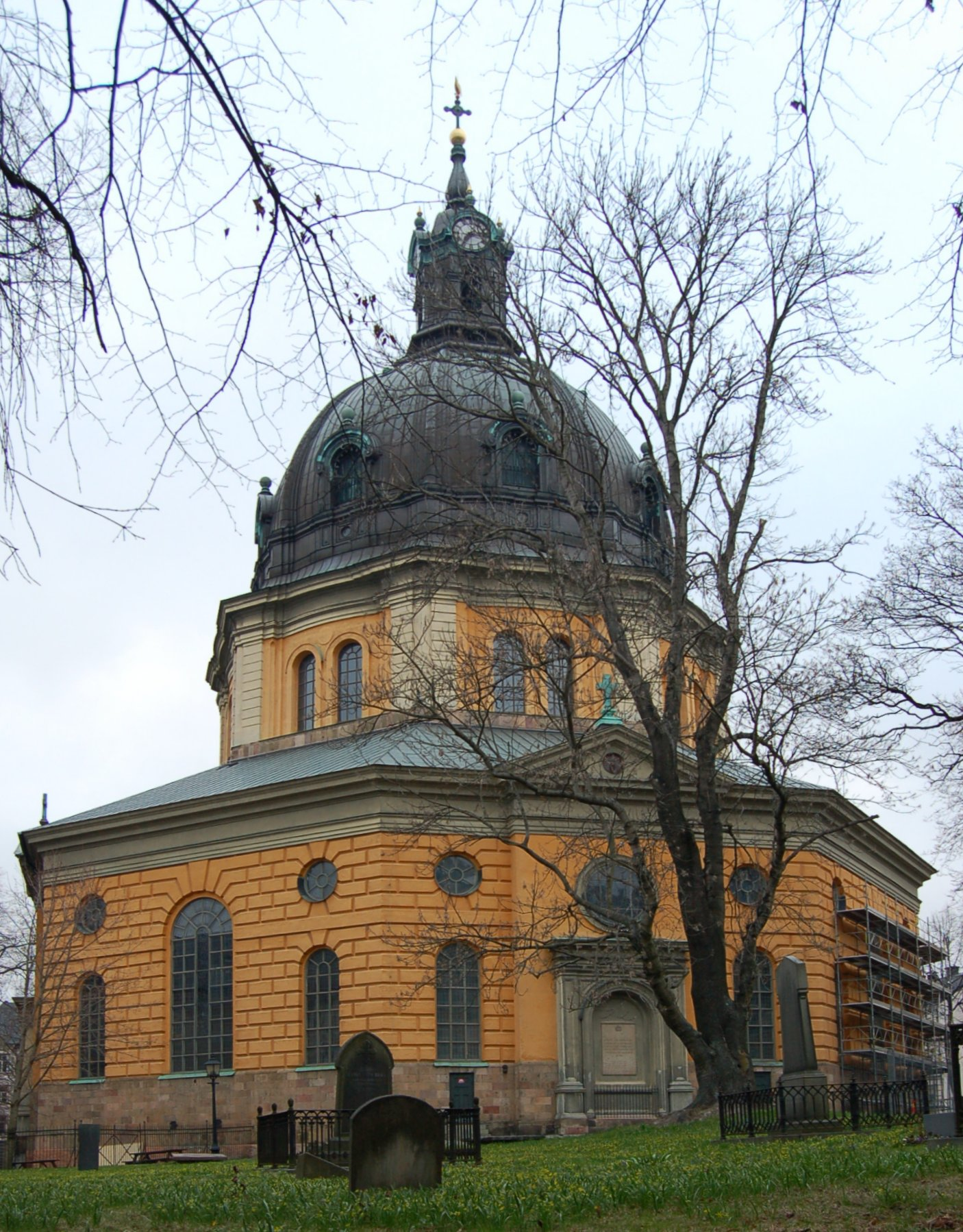
海德维格·埃莱奥诺拉教堂

海德维格·埃莱奥诺拉教堂是一座位于瑞典斯德哥尔摩Ostermalm的教堂，是为了纪念前瑞典國王卡尔十世·古斯塔夫的妻子海德薇希·艾蕾諾拉而建，
也是艾維奇的墓地。

## 外部連結
- Hedvig Eleonora church, Stockholm pdf （瑞典文）

59°20′07″N 18°04′50″E / 59.33528°N 18.08056°E